# Farooq Leghari
Sardar Farooq Ahmad Khan Leghari (29 de maio de 1940 – Rawalpindi, 20 de outubro de 2010) foi o oitavo presidente do Paquistão, tendo governado entre novembro de 1993 a dezembro de 1997. Foi o primeiro presidente balúchi de seu país.

## Biografia
Nasceu em Choti Zareen, numa família que já tinha envolvimento político desde o período colonial. Seu pai e avô já haviam sido ministros.

## Presidente do Paquistão
Em 1993, venceu a eleição, derrotando Wasim Sajjad. Em novembro de 1996, demitiu a então primeira ministra Benazir Bhutto, sob acusação de corrupção.